# Abante
Abante: Una sa Balita – filipiński dziennik wydawany w językach tagalskim i angielskim. Został założony w 1988 roku.